# CloverWorks
株式會社CloverWorks（株式会社クローバーワークス）是日本Aniplex所屬製作動畫的子公司，於2018年10月1日成為獨立公司。

## 概要
原為A-1 Pictures位於東京都杉並區的高圓寺工作室。2018年4月1日，A-1 Pictures宣布為了加強工作室的獨立性，旗下的高圓寺工作室將會成為新品牌，並更名為「CloverWorks」。
品牌獨立後，隨即有數部動畫的動畫製作方由A-1 Pictures改為CloverWorks，分別是《Slow Start》、《DARLING in the FRANXX》、《女神異聞錄5 the Animation》及《逆轉裁判 Season2》。
2018年10月1日，CloverWorks宣布從A-1 Pictures獨立，但仍然是Aniplex的子公司。
2022年5月30日，宣布與集英社、Aniplex和WIT STUDIO創立JOEN。2024年7月5日，宣布JOEN擔任企劃製作、CloverWorks擔任動畫製作的原創動畫企劃正式啟動並暫定名為《Grotesque》。

## 作品列表

### 電視動畫
| 年份   | 播出时间        | 中文標題                                                     | 日文標題               | 導演              | 备注                           |
| ------ | --------------- | ------------------------------------------------------------ | ---------------------- | ----------------- | ------------------------------ |
| 2018年 | 1月－3月        | Slow Start                                                   |                        | 橋本裕之          |                                |
| 2018年 | 1月－7月        | DARLING in the FRANXX                                        |                        | 錦織敦史          | 與TRIGGER共同製作              |
| 2018年 | 4月－9月        | 女神異聞錄5 the Animation                                    | PERSONA5 the ANIMATION | 石濱真史          |                                |
| 2018年 | 10月－12月      | 青春豬頭少年不會夢到兔女郎學姊                               |                        | 增井壯一          |                                |
| 2018年 | 10月－12月      | 我讓最想被擁抱的男人給威脅了。                               |                        | 龍輪直征          |                                |
| 2018年 | 10月－2019年3月 | 逆轉裁判 〜對這個「真實」，有異議！〜 第2季                  |                        | 渡邊步            |                                |
| 2018年 | 10月－2019年9月 | FAIRY TAIL 最終季                                            |                        | 石平信司          | 與A-1 Pictures和Bridge共同製作 |
| 2019年 | 1月－3月        | 約定的夢幻島                                                 |                        | 神戶守            |                                |
| 2019年 | 10月－2020年3月 | Fate/Grand Order -絕對魔獸戰線巴比倫尼亞-                    |                        | 赤井俊文          |                                |
| 2020年 | 4月－9月        | 富豪刑事 Balance:UNLIMITED                                   |                        | 伊藤智彥          |                                |
| 2021年 | 1月－4月        | 堀與宮村                                                     |                        | 石滨真史          |                                |
| 2021年 | 1月－3月        | 奇蛋物语                                                     |                        | 若林信            | 野島伸司原案、編劇             |
| 2021年 | 1月－3月        | 約定的夢幻島（第2季）                                        |                        | 神戶守            |                                |
| 2021年 | 4月－7月        | 影宅                                                         |                        | 大橋一輝          |                                |
| 2022年 | 1月－3月        | 明日同學的水手服                                             |                        | 黑木美幸          |                                |
| 2022年 | 1月－3月        | 戀上換裝娃娃                                                 |                        | 篠原啟輔          |                                |
| 2022年 | 1月－4月        | 東京24區                                                     |                        | 津田尚克          |                                |
| 2022年 | 4月－6月        | SPY×FAMILY間諜家家酒                                         |                        | 古橋一浩          | 與WIT STUDIO共同製作           |
| 2022年 | 10月－12月      | SPY×FAMILY間諜家家酒                                         |                        | 古橋一浩          | 與WIT STUDIO共同製作           |
| 2022年 | 4月－7月        | 女忍者椿的心事                                               |                        | 角地拓大          |                                |
| 2022年 | 7月－9月        | 影宅（第2季）                                                |                        | 大橋一輝          |                                |
| 2022年 | 10月－12月      | 孤獨搖滾！                                                   |                        | 齋藤圭一郎        |                                |
| 2023年 | 1月－4月        | UniteUp!                                                     |                        | 牛嶋新一郎        |                                |
| 2023年 | 7月－9月        | 堀與宮村 -piece-                                             |                        | 石滨真史          |                                |
| 2023年 | 10月－12月      | SPY×FAMILY間諜家家酒 第2季                                   |                        | 古橋一浩 原田孝宏 | 與WIT STUDIO共同製作           |
| 2024年 | 4月－6月        | WIND BREAKER—防風少年—                                       |                        | 赤井俊文          |                                |
| 2024年 | 4月－6月        | 黑執事 寄宿學校篇                                            |                        | 岡田堅二朗        |                                |
| 2024年 | 7月－9月        | 擅長逃跑的殿下                                               |                        | 山崎雄太          |                                |
| 2025年 | 1月－3月        | 雖然是公會的櫃檯小姐，但因為不想加班所以打算獨自討伐迷宮頭目 |                        | 長澤剛            | 作楽クリエイト協助製作         |
| 2025年 | 1月－4月        | UniteUp! -Uni:Birth-                                         |                        | 牛嶋新一郎        |                                |
| 2025年 | 4月－6月        | WIND BREAKER—防風少年—（第2季）                              |                        | 赤井俊文          |                                |
| 2025年 | 4月－6月        | 黑執事 -綠之魔女篇-                                          |                        | 岡田堅二朗        |                                |
| 2025年 | 7月－           | 青春豬頭少年不會夢到聖誕服女郎                               |                        | 增井壯一          |                                |
| 2025年 | 7月－           | 薰香花朵凛然綻放                                             |                        | 黑木美幸          |                                |
| 2025年 | 7月－           | 戀上換裝娃娃（第2季）                                        |                        | 篠原啟輔          |                                |
| 2025年 | 10月－          | SPY×FAMILY間諜家家酒（第3季）                                |                        | 今井友紀子        | 與WIT STUDIO共同製作           |
| 待公布 | 待公布          | 孤獨搖滾！（第2季）                                          |                        |                   |                                |

### 電影動畫（劇場版）
- 青春豬頭少年不會夢到懷夢美少女（青春ブタ野郎はゆめみる少女の夢を見ない）（2019年）
- 知晓天空蓝色的人啊（空の青さを知る人よ）（2019年）
- 不起眼女主角培育法 Fine（冴えない彼女の育てかた Fine）（2019年）
- Fate/Grand Order -終局特異点 冠位時間神殿所羅門-（Fate/Grand Order -終局特異点 冠位時間神殿 ソロモン-）（2021年）
- 我讓最想被擁抱的男人給威脅了。〜西班牙篇〜（2021年）
- 青春豬頭少年不會夢到嬌憐外出妹（2023年）
- 青春豬頭少年不會夢到紅書包女孩（2023年）
- 劇場版 SPY×FAMILY CODE: White（2023年，與WIT STUDIO共同製作）
- 成為星星的少女（2024年）

### OVA／網路動畫
- 那一天的她们（あの日の彼女たち）（2019年）
- HoneyWorks 動畫MV《東京秋日相會》（東京オータムセッション）（2019年）
- Eve 動畫MV《約定》（約束）（2020年）
- YOASOBI 動畫MV《三原色》（2021年）
- 偶像大師系列 16週年紀念動畫MV《VOY@GER》（2021年，共同製作：Studio Khara）
- Eve 動畫MV《白雪》（White Snow）（2022年）
- 星街彗星 動畫MV《漂亮話》（綺麗事）（2025年）

## 外部連結
- 官方網站（日語）